# Downstream (film din 2010)
Downstream (2010) este un film SF post apocaliptic de acțiune care are loc într-un viitor apropiat distopic în care benzina este din ce în ce mai rară. Un drifter încearcă să ajungă într-un oraș utopic, Plutopia, a cărui existență pare a fi doar un zvon și care este alimentat cu energie curată. Filmul este regizat de Simone Bartesaghi și de Philip Y. Kim. Scenariul este scris de Philip Y. Kim, care este și producător al filmului.

## Distribuția
- Wes - Jonathon Trent
- Sara - Elizabeth Ann Roberts
- Tobias - Jonno Roberts
- Tabitha - Fiona Gubelmann
- Elder Daniel - Lenny Von Dohlen
- Edward - Billy Drago
- Hungry Joe - Joseph Whipp
- Food Vendor - Mickey Jones